# Front armé anti-japonais d'Asie de l'Est
Le Front armé anti-japonais d’Asie de l'Est (東アジア反日武装戦線, Higashi Ajia hannichi busō sensen) est un groupe armé actif au Japon principalement en 1974 luttant contre l'impérialisme japonais à travers l'Asie. Sa principale action est un attentat à la bombe contre la société Mitsubishi qui tua huit personnes et en blessa 376 autres le 30 août 1974. Il est aussi responsable d'une quinzaine de petits attentats n'ayant entrainé aucun mort.

## Histoire
Le front, d'abord issu de la nouvelle gauche japonaise, s’intéresse à la guérilla urbaine, s’organise en cellules et finit par s’engager dans l’action violente en ciblant des symboles de l’impérialisme japonais. Il place une bombe en 1971 au temple Koa Kannon d’Atami, qui abrite les cendres de criminels de guerre, comme le premier ministre Hideki Tojo (1884-1948). En 1972, l’EAAJAF s’en prend à l’Institut des cultures nordiques de l’université d’Hokkaido (Nord), jugé complice de l’asservissement de la minorité aïnu.
Le front s’attaque aussi aux entreprises impliquées dans le colonialisme. Il fait exploser deux bombes en 1974 devant les bureaux de Mitsubishi Heavy Industries, géant industriel ayant exploité des Coréens pendant la colonisation de la péninsule (1910-1945), et une autre en avril 1975 à l’Institut coréen de recherche économique – associé aux entreprises nippones investissant dans la péninsule – dans le quartier de Ginza, à Tokyo.

## Attentats
- 12 décembre 1971 : Premiers attentats, sept bombes explosent contre des monuments.
- 4 avril 1972 : attentat contre le temple Sōji-ji.
- 23 octobre 1972 : Double attentat dans le Parc Tokiwa.
- 1974 : Opération Rainbow : le Front Armé Anti-Japonais d’Asie du Sud tente sans succès de détruire un pont.
- 30 août 1974 : attentat à la bombe contre la société Mitsubishi à Tokyo, huit morts et 376 blessés.
- 14 octobre 1974 : attentat contre la société Mitsui & Co, dix-sept blessés.
- 25 novembre 1974 : attentat contre un centre de recherche du groupe Teijin.
- 10 décembre 1974 : attentat contre le siège de la société Taisei Corporation, neuf blessés.
- 23 décembre 1974 : attentat contre le groupe Kajima Corporation.
- 28 février 1974 : Triple attentat contre la Hazama Corporation, cinq blessés.
- 19 avril 1975 : attentat contre un centre de recherche économique coréen[3].
- 28 avril 1975 : attentat contre une usine de la société Keisei, un blessé grave.
- 4 mai 1975 : attentat contre le groupe Hazama Corporation Edogawabashi, filière de Keisei.

## Arrestations
Cinq membres furent arrêtés dont deux furent condamnés à la peine de mort et un autre à la prison à vie. Masashi Daidōji (considéré comme le principal responsable de l'organisation) était l'un d'entre eux : arrêté en 1975, il est décédé en 2017 en prison sans avoir été exécuté. Il était né en 1948.
Satoshi Kirishima, membre du Front dans la cellule « Scorpion », en fuite depuis 1975, meurt en janvier 2024, quelques jours après avoir été retrouvé dans un hôpital près de Tokyo. Il était soupçonné d'être le principal responsable de l'attentat en avril 1975 à l'Institut de recherche sur l'économie et les industries sud-coréennes à Ginza.